# Józef Grossmann
Józef Grossmann (ur. 18 marca 1896 w Poznaniu, zm. 17 listopada 1979 tamże) – polski działacz muzyczny.

## Życiorys
Pracował zawodowo w Okręgowym Urzędzie Jakości i Miar w Poznaniu. Od 1923 był związany z poznańskim Chórem Męskim "Arion". W okresie międzywojennym był członkiem zarządu I Okręgu Śpiewaczego Poznań-miasto. W związku tym pełnił też funkcję sekretarza w latach 1946–1951. W czasie okupacji niemieckiej w jego mieszkaniu odbywały się nielegalne ćwiczenia repertuaru (trudnił się też wtedy ręcznym przepisywaniem nut). Począwszy od 1947 zaangażował się w działalność Wojewódzkiego Zarządu Wielkopolskiego Chórów i Orkiestr (na sekretarza i kierownika biura tego związku wybierany był pięciokrotnie). W 1956 otrzymał godność honorowego prezesa chóru "Arion", gdzie bywał sekretarzem i zastępcą prezesa. Od 1959 do 1962 był sekretarzem generalnym związku. Od 1960 był sekretarzem i członkiem Komisji Odznaczeniowej tej organizacji. Był współorganizatorem masowych imprez muzycznych, m.in. Festiwalu Chórów Polskich, a także kierownikiem biur festiwalowych. Redagował wydawnictwa jubileuszowe i przygotowywał wystawy okolicznościowe. W 1961 przeszedł na emeryturę. Został pochowany na Poznańskim cmentarzu na Bluszczowej.

## Odznaczenia
- Srebrny Krzyż Zasługi (1938),
- Złoty Krzyż Zasługi (1958),
- odznaczenie Zasłużony Działacz Kultury (1964),
- odznakę 1000-lecia Państwa Polskiego (1967),
- Krzyż Kawalerski Orderu Odrodzenia Polski (1970),
- Odznakę Honorową Zjednoczenia Polskich Związków Śpiewaczych i Instrumentalnych:
  - II stopnia (1950),
  - I stopnia (1957),
  - I stopnia z laurem (1962)[1].